# داوود فنایی
داوود فنایی (زادهٔ ۳۰ بهمن ۱۳۵۴ در تهران) بازیکن سابق و مربی فوتبال اهل ایران است.

## افتخارات

### بازیکن
- قهرمانی در لیگ آزادگان در دو فصل ۷۸–۱۳۷۷ و ۷۹–۱۳۷۸ به همراه تیم پرسپولیس
- قهرمانی در لیگ برتر فوتبال ایران در فصل ۸۱–۱۳۸۰ به همراه تیم پرسپولیس
- قهرمانی در جام حذفی فوتبال ایران در فصل ۷۸–۱۳۷۷ به همراه تیم پرسپولیس
- نایب قهرمانی در لیک آزادگان در فصل ۸۰–۱۳۷۹ به همراه تیم پرسپولیس
- نایب قهرمانی در جام حذفی فوتبال ایران در فصل ۸۵–۱۳۸۴ به همراه تیم پرسپولیس
- مقام سوم جام باشگاه‌های آسیا در سال‌های ۲۰۰۰ و ۲۰۰۱ به همراه تیم پرسپولیس

### مربیگری
پرسپولیس
- لیگ برتر (۲): ۹۹–۱۳۹۸، ۱۴۰۰–۱۳۹۹
- لیگ قهرمانان آسیا: نایب‌قهرمان ۲۰۲۰
- سوپر جام (۱): ۱۳۹۹